# Красне (Воскресенський район)
Красне (рос. Красное) — присілок в Воскресенському районі Нижньогородської області Російської Федерації.
Населення становить 74 особи. Входить до складу муніципального утворення Благовєщенська сільрада.

## Історія
Від 2009 року входить до складу муніципального утворення Благовєщенська сільрада.

## Населення
| 1999 | 2002 | 2010 |
| ---- | ---- | ---- |
| 88   | →88  | ↘74  |